# 第戎市图书馆
第戎市图书馆是第戎市位的一种市属公共图书馆网络、汇集八家图书馆于第戎邻里社区和市中心。

## 概述
第戎市图书馆目前拥有欢迎年轻人和成年人的八个馆址于第戎邻里社区和市中心。
第戎市图书馆也属于类别分类库(分类公共图书馆、法语: Bibliothèque municipale classée、简称: BMC)。这些机构受益于国家提供一名或多名图书馆保管人。

## 图书馆网络
成立第戎市图书馆组的八家库、有遗产与研究型图书馆、商博良视听图书馆、市中心青年库、乌什喷泉图书馆、马拉迪埃图书馆、曼萨尔图书馆、殿市中心图书馆和运河港媒体库。

### 第戎遗产与研究型图书馆
遗产与研究型图书馆 (法语: Bibliothèque patrimoniale et d'étude) 曾是第戎市图书馆历史中心。第戎市图书馆中的馆藏涵盖五十万多件作品，其中有熙笃修道院 (Abbaye de Cîteaux)和第戎圣彼尼诺主教座堂 (Cathédrale Saint-Bénigne de Dijon) 的法国罗曼式大量手稿和历史文献。

可是在建筑物成为一家库之前是一份前身为《戈德兰学院》(Collège des Godrans) 的耶稣会学院。因为这座纪念碑的彻底建造都是在奥迪内·戈德兰 (Odinet Godran) 的捐赠下完成的、所以耶稣会学院的名稱系來自於名稱的它捐赠人。

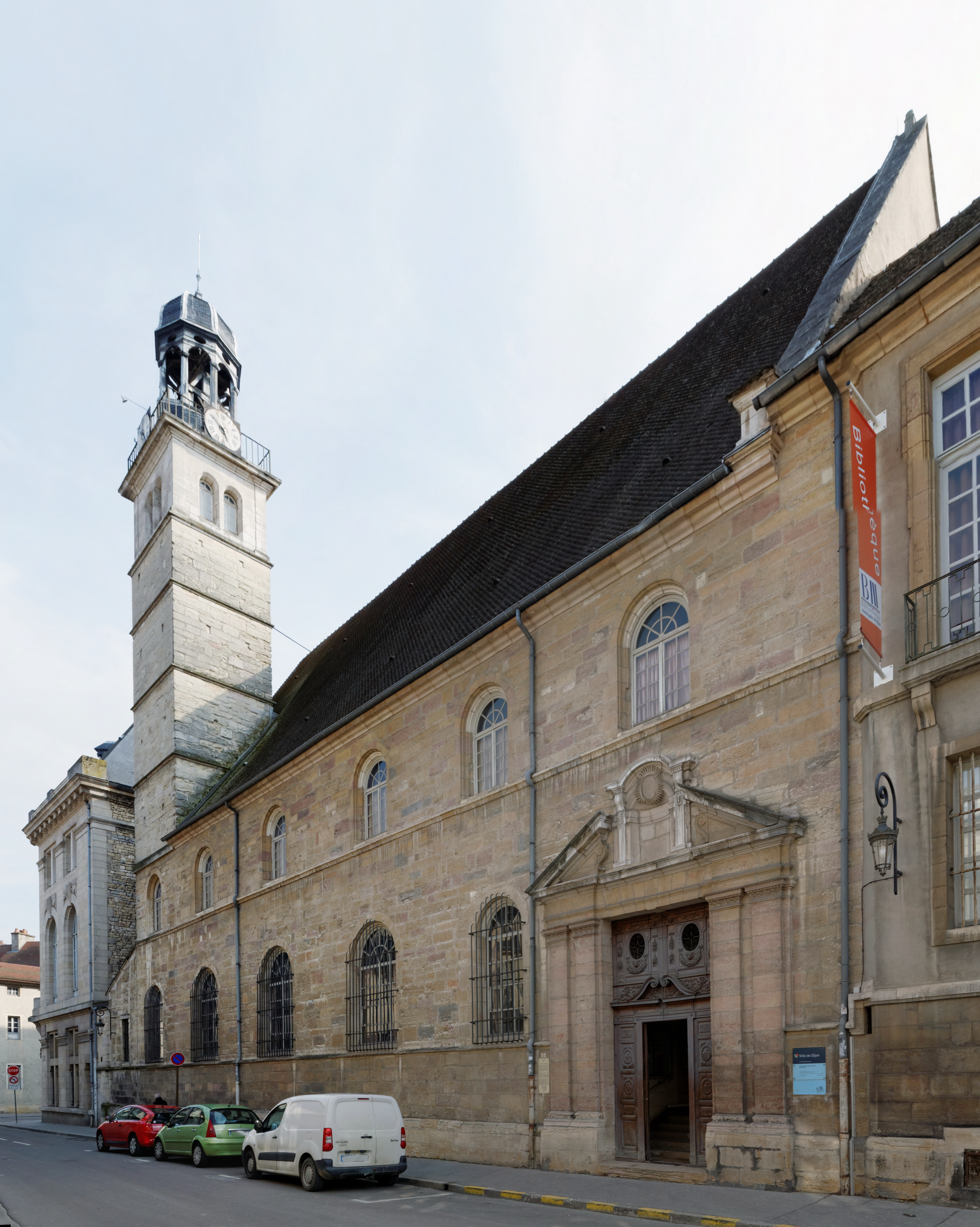
遗产与研究型图书馆的门面。
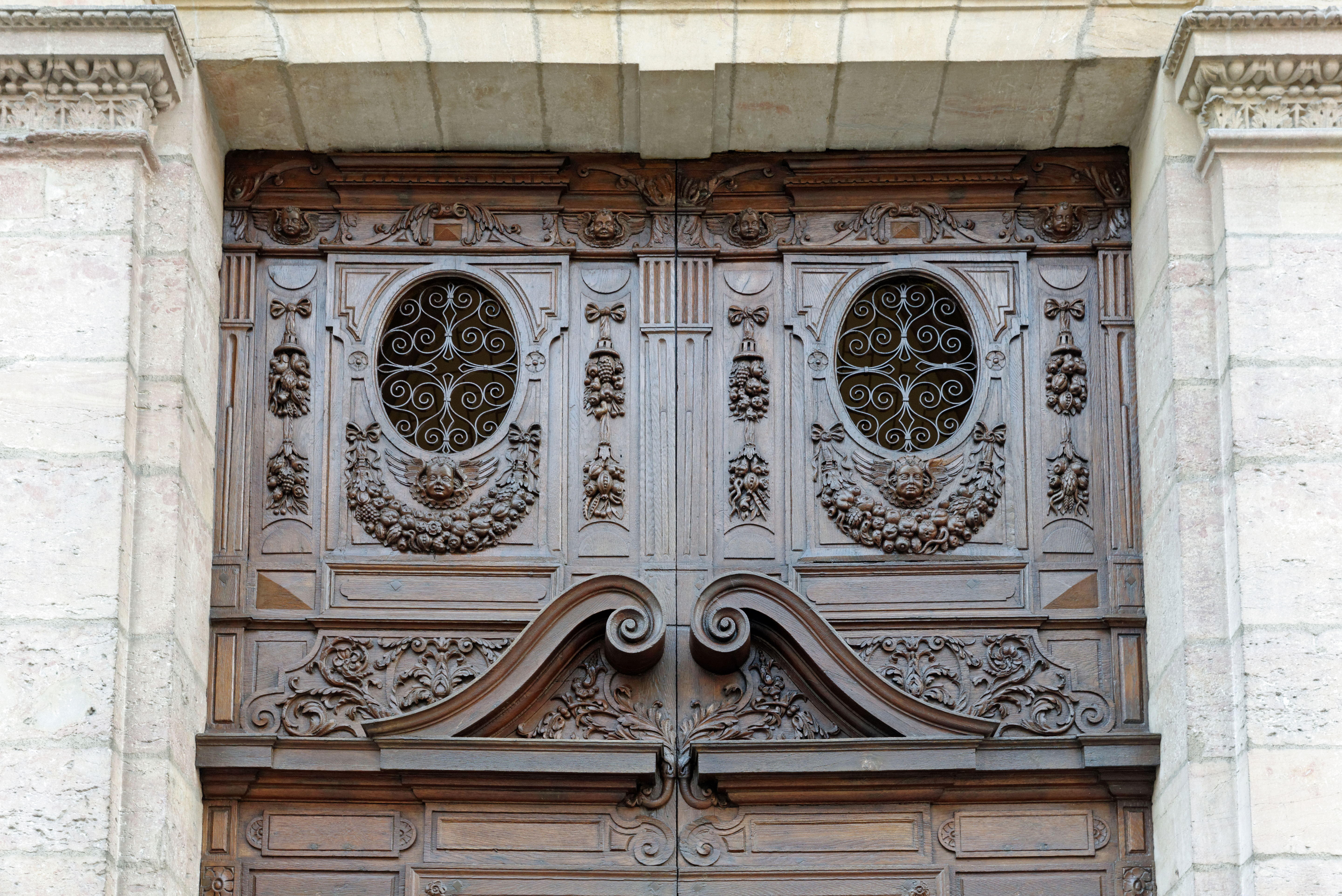
大门口的细节。
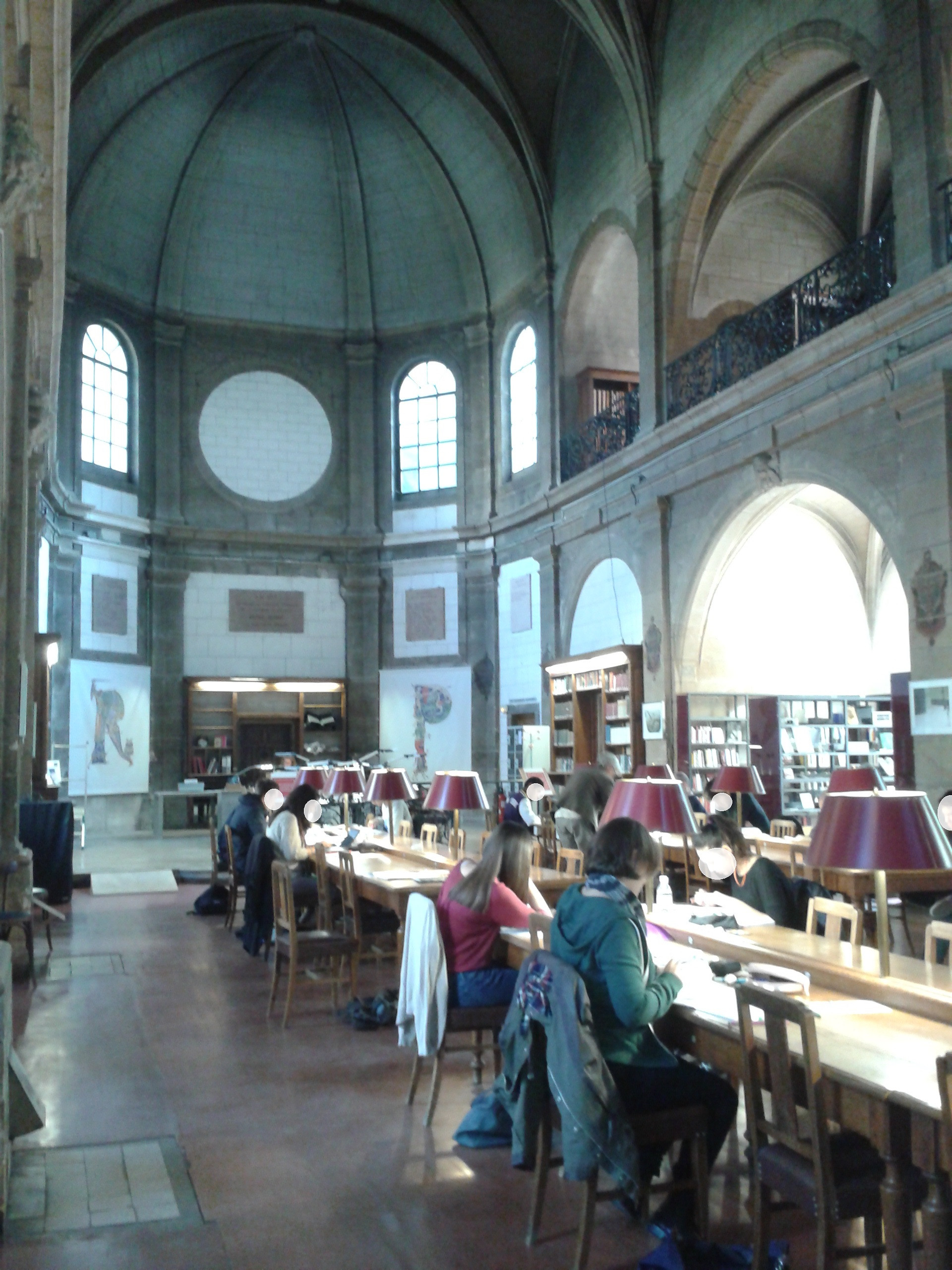
图书馆的阅览室。
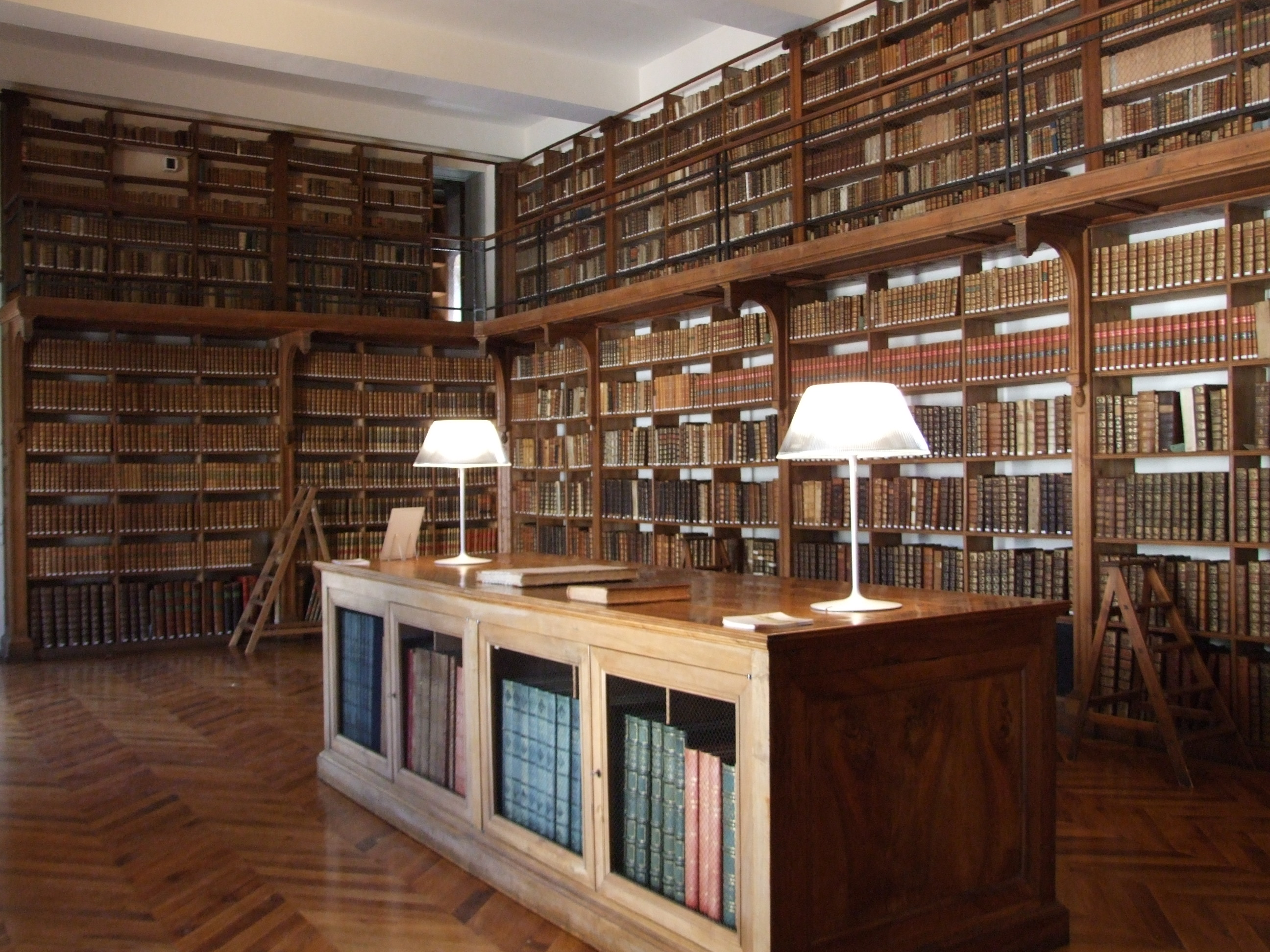
布勒米耶室 (法语: Salle Boullemier)。

### 商博良视听图书馆
二零零七年夏天开始商博良媒体库 (法语: Médiathèque Champollion) 开业。是一座一千九百平方米的大型现代化文化设施。

### 第戎市中心青年库

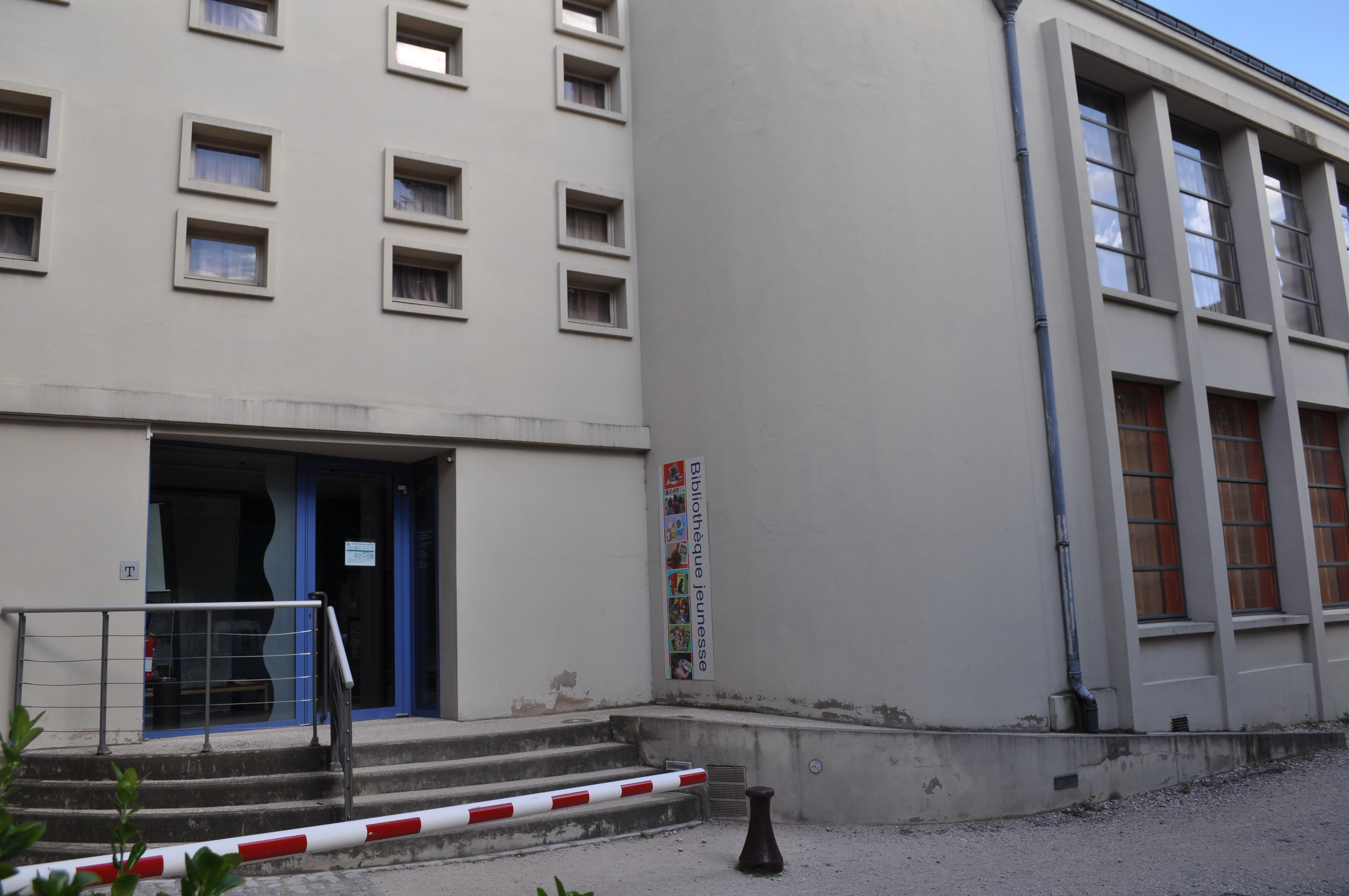
青年库外景图片。

### 乌什喷泉图书馆
于一九七三年创立的乌什喷泉图书馆 (法语: Bibliothèque de la Fontaine d'Ouche)、二十一世纪更改地址。库的新位置筑于二零一四年三月一十八日落成。

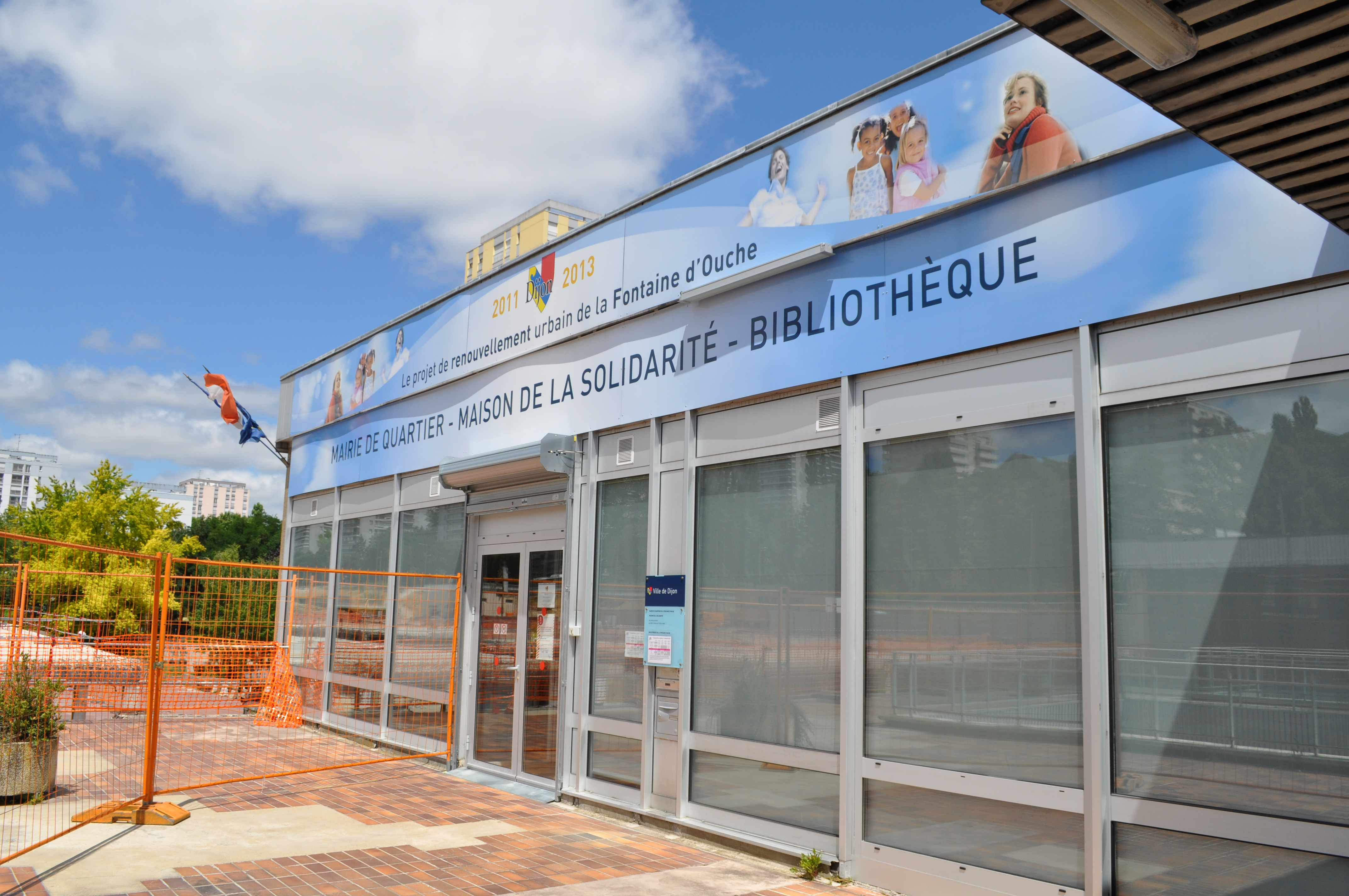
乌什喷泉图书馆的前身图片。

### 马拉迪埃图书馆
马拉迪埃图书馆 (法语: Bibliothèque de la Maladière) 是在一九七九年在第戎建立之的、是在二零零五年彻底重新布置都完成的。图书馆位于第戎青年文化中心的地上楼层。

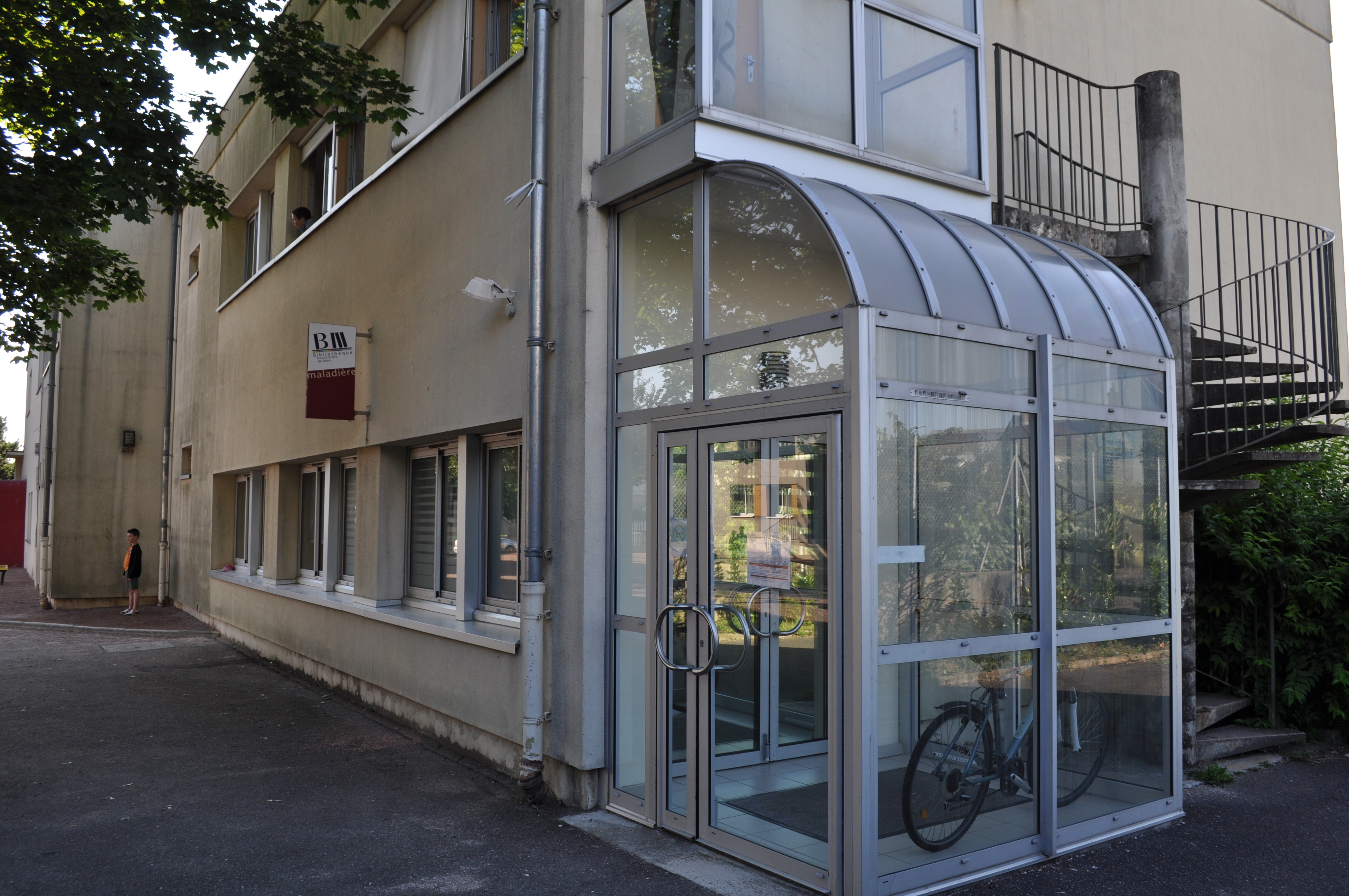
马拉迪埃图书馆外景图片。

### 曼萨尔图书馆

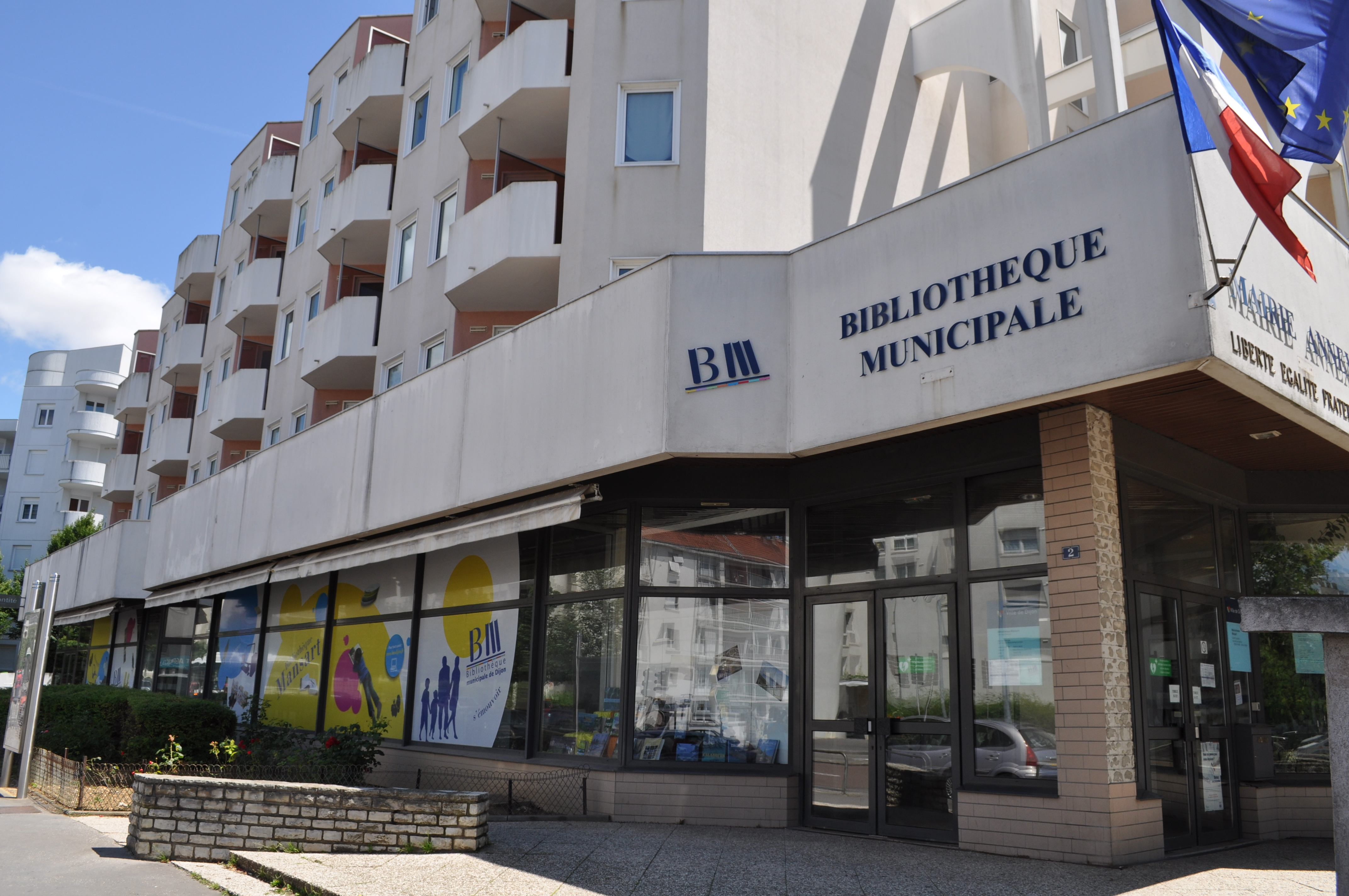
曼萨尔图书馆外景图片。

### 殿市中心图书馆
殿市中心图书馆 (法语: Bibliothèque du centre-ville « la Nef ») 从二零零九年二月二十一日位于古老的圣斯德望教堂的地上楼层。

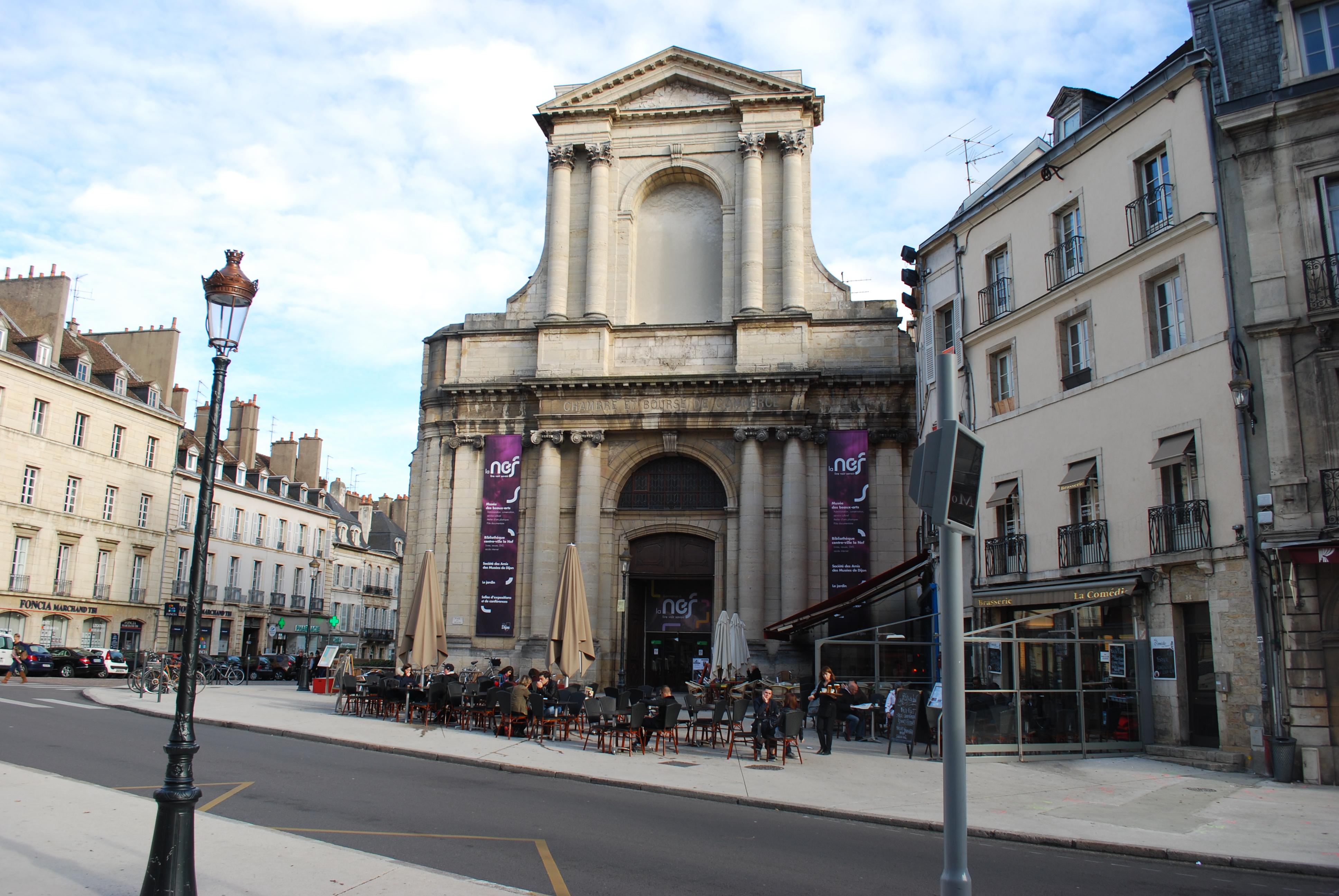
殿市中心图书馆的门面。
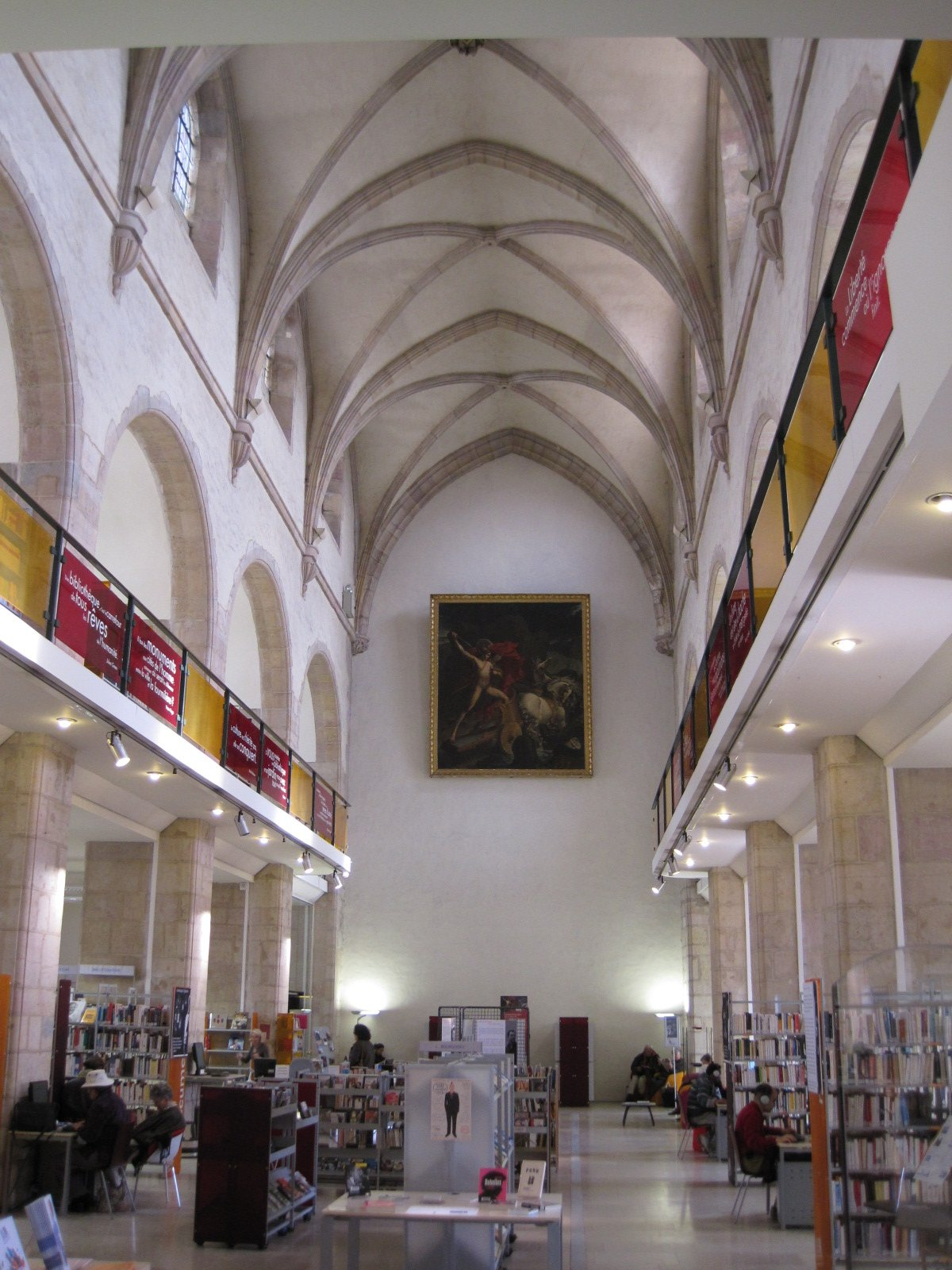
图书馆的阅览室。
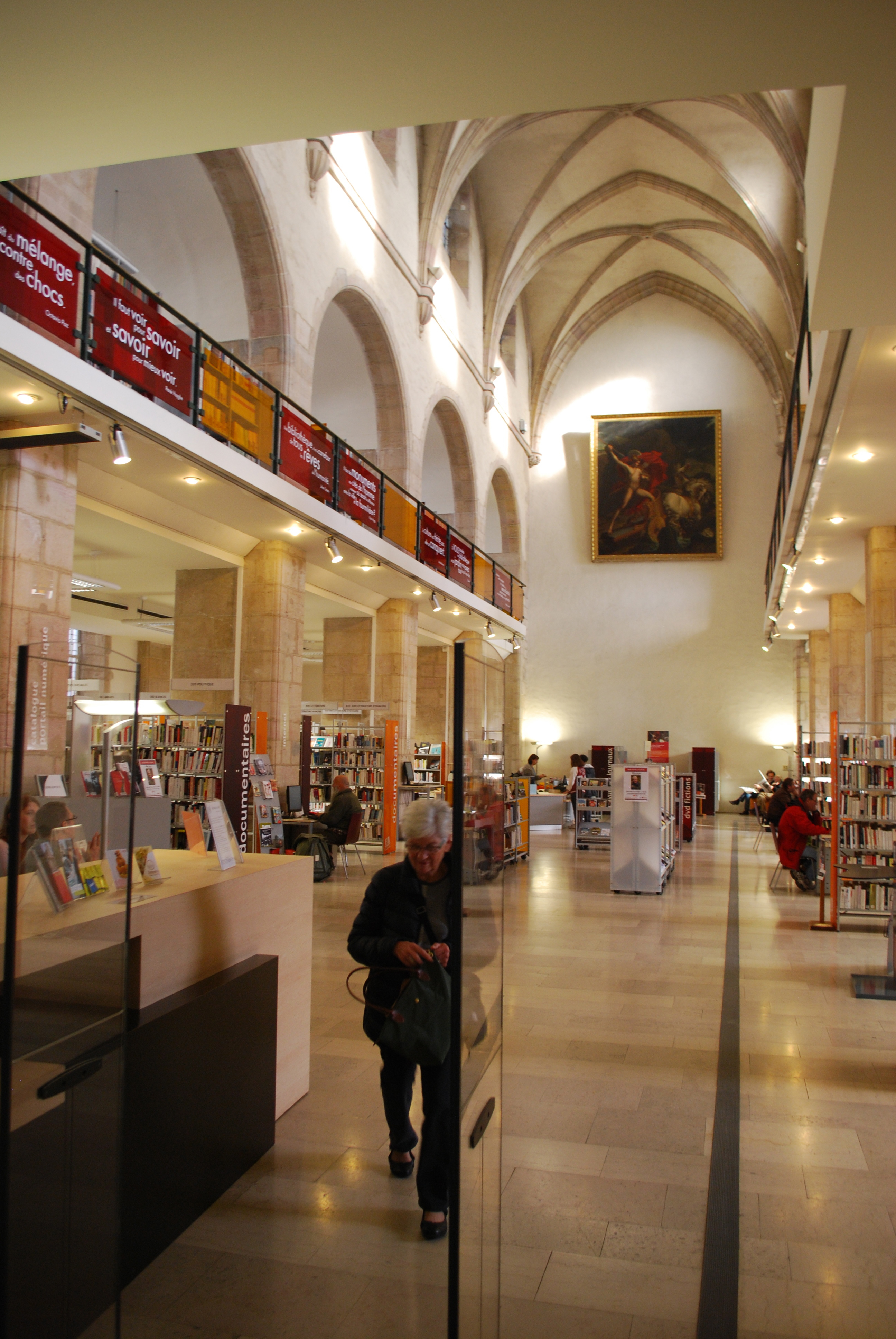
图书馆的阅览室。
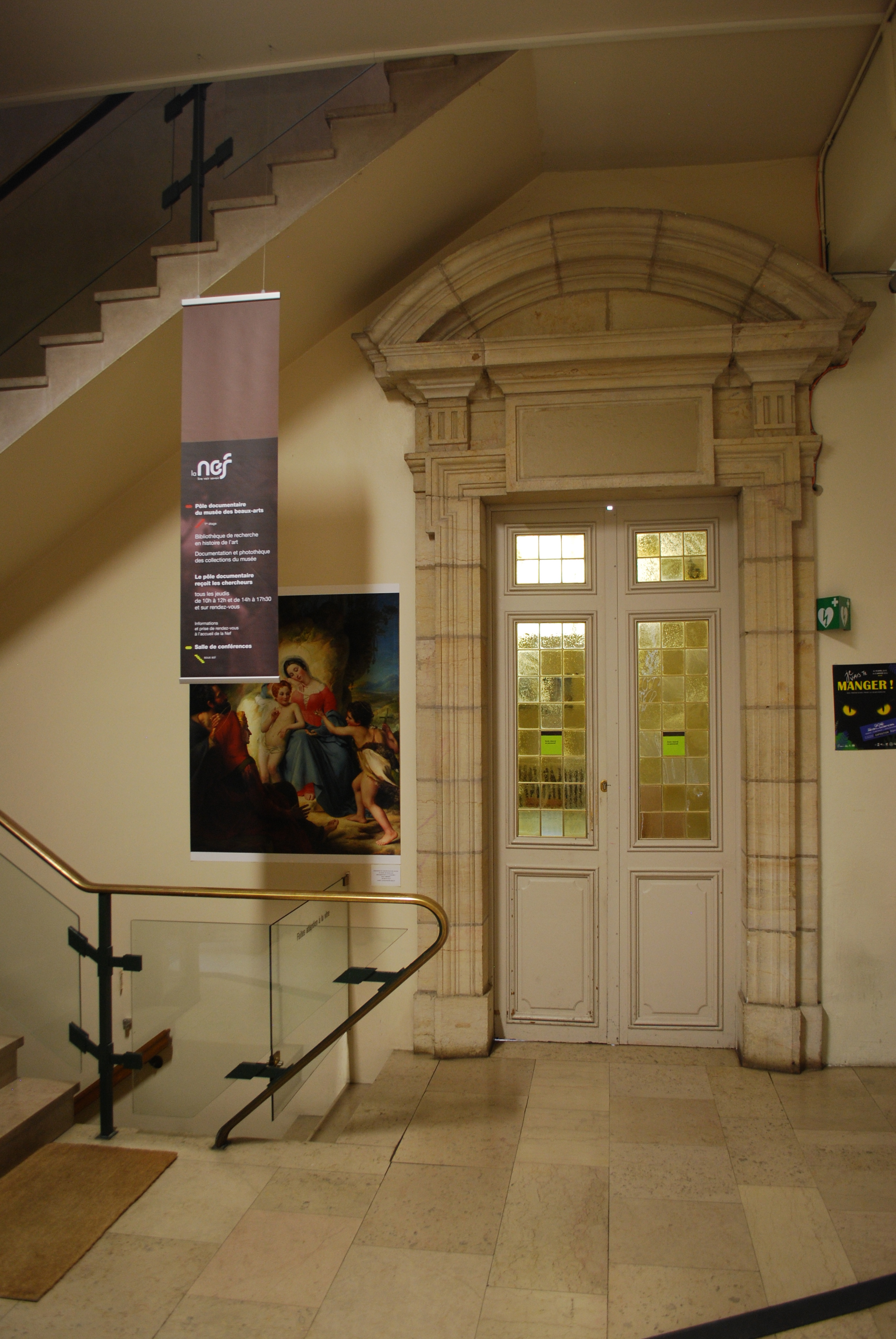
楼梯图片。

### 运河港媒体库

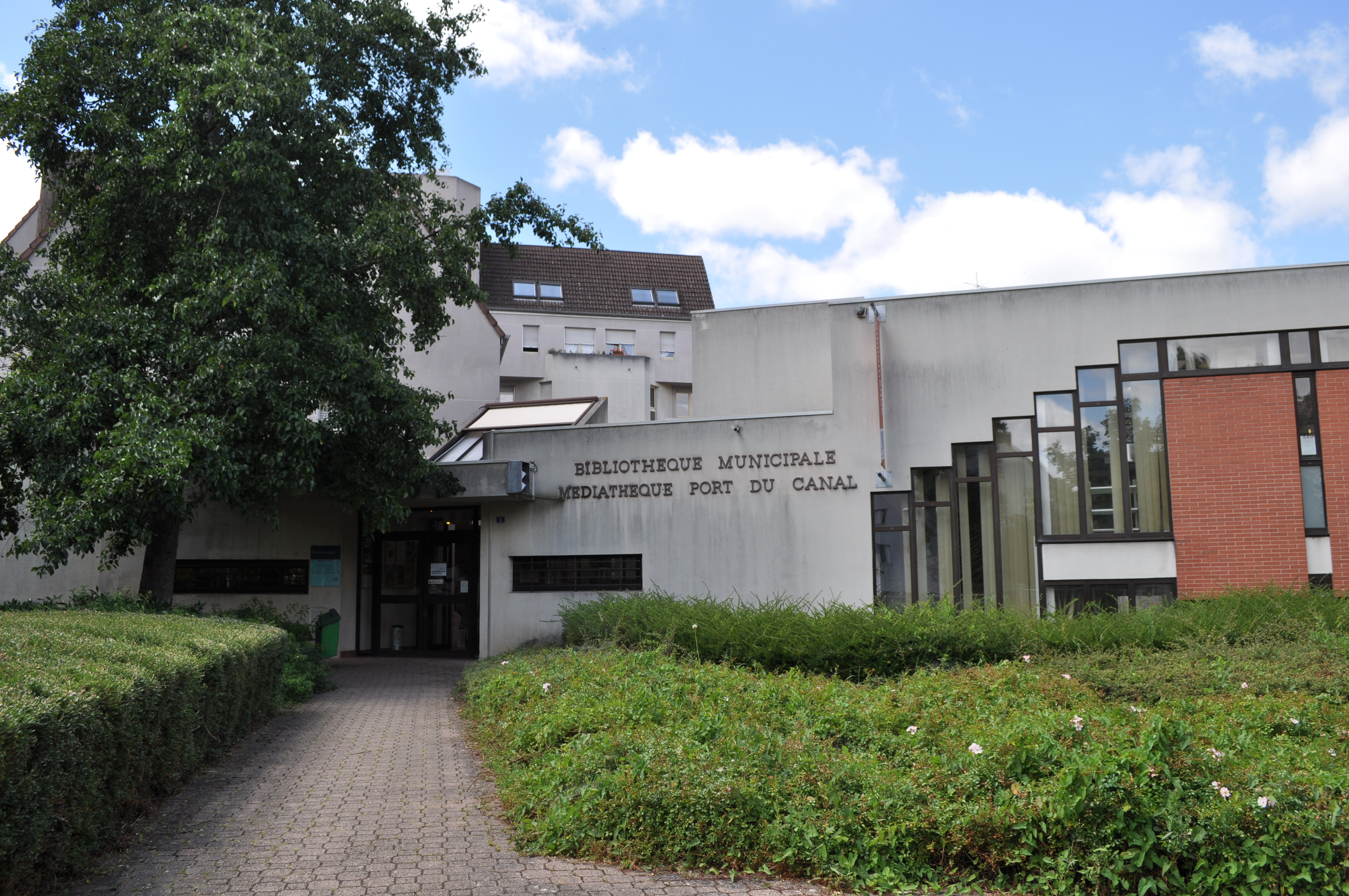
运河港媒体库的前视图。
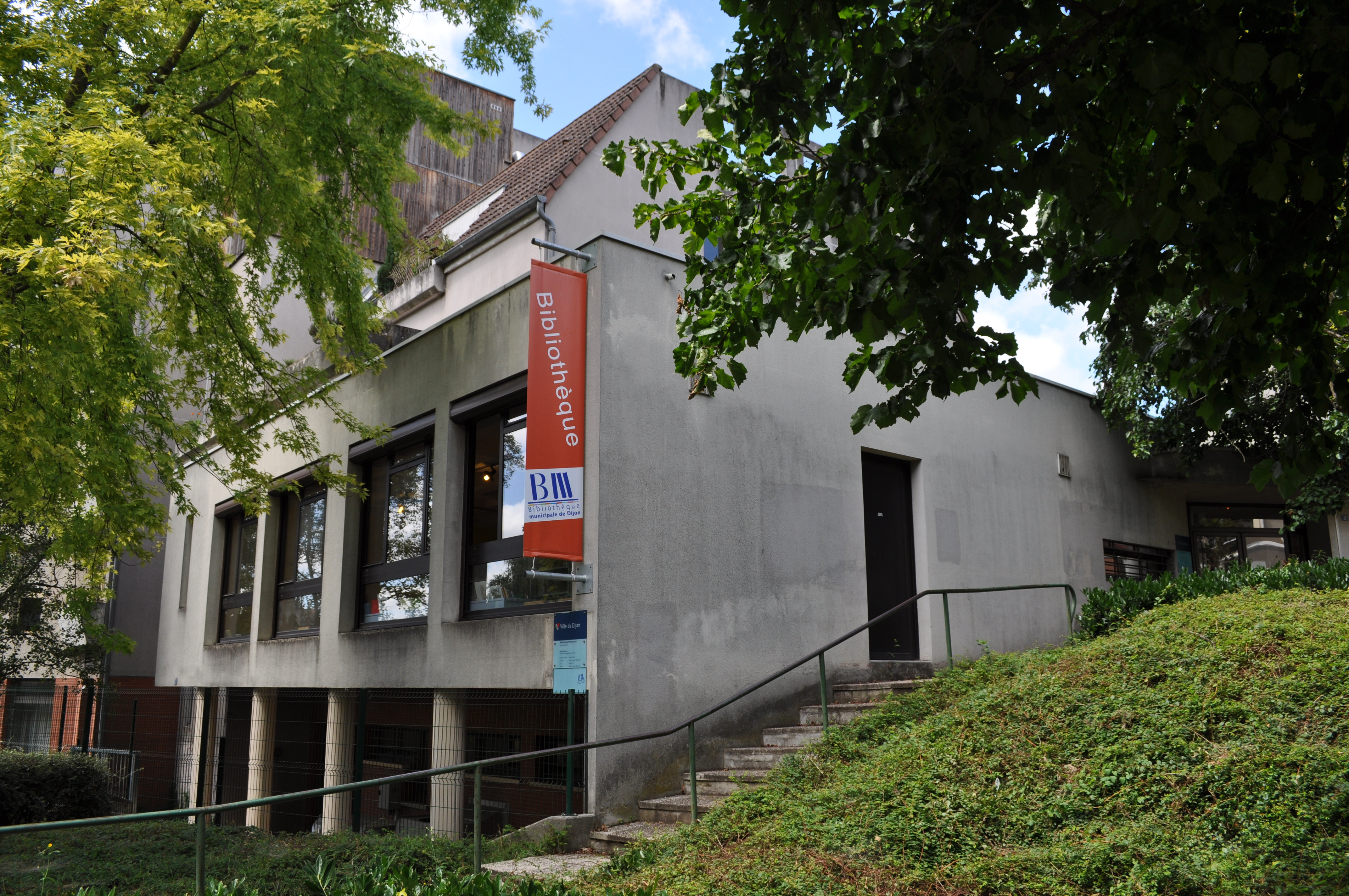
运河港媒体库的后视图。